# Dankovci
Dankovci (mađarski: Őrfalu, njemački: Thankendorf) je naselje u slovenskoj Općini Puconcima. Dankovci se nalazi u pokrajini Prekomurju i statističkoj regiji Pomurju. 

## Stanovništvo
Prema popisu stanovništva iz 2002. godine naselje je imalo 148 stanovnika.